# Galápagos (novela)
Galápagos es la undécima novela de Kurt Vonnegut. En ella se ponen en duda las virtudes del cerebro humano desde una perspectiva evolutiva. El título es a un tiempo una referencia a las islas en las que tiene lugar parte de la historia y un homenaje a Charles Darwin en cuya teoría se basa Vonnegut para llegar a sus propias conclusiones. Fue publicada por primera vez en 1985 por Delacorte.

## Argumento
Galápagos es la historia de un diverso pero reducido grupo de seres humanos que en 1986 naufragan en la isla ficticia de Santa Rosalía en las Islas Galápagos después de que una crisis financiera haya paralizado la economía mundial. Poco después una enfermedad infecciosa hace estériles a todos los seres humanos del planeta a excepción de los recién a Santa Rosalía por lo que estos se convierten en los últimos ejemplares de la raza humana. En el siguiente millón de años, sus descendientes, los únicos seres humanos fértiles que quedaban, llegan a convertirse con el tiempo en una especie de piel aterciopelada parecida a las focas: aun siendo capaces todavía de caminar erguidos (no hay mención explícita pero se dice que de vez en cuando capturan animales terrestres), tienen hocicos con dientes adaptados para la captura de peces, un cráneo aerodinámico y manos con dedos rudimentarios similares a aletas.
El narrador de la historia es un espíritu que ha estado observando a los seres humanos durante los últimos millones de años. Este fantasma particular, es el espíritu inmortal de Leon Trout, hijo del recurrente personaje de Vonnegut Kilgore Trout. Leon, un veterano de la guerra de Vietnam que se ve afectado por las masacres del conflicto, deserta y se instala en Suecia, donde trabaja como constructor de barcos y muere durante la construcción del buque Bahía de Darwin. Esta nave se utiliza para el Crucero Natural del Siglo. Planeado como un crucero de celebridades, que está en el limbo debido a la recesión económica, y a raíz de una cadena de acontecimientos inconexos el barco se convierte en el vehículo que permite que algunos humanos lleguen a Galápagos donde finalmente podrá sobrevivir nuestra especie.
El espíritu de Kilgore Trout aparece cuatro veces en la novela e insta a su hijo a que entre en el "túnel azul" que lleva a la otra vida. Cuando Leon se niega por cuarta vez, Kilgore le advierte que ni él ni el túnel azul regresarán en un millón de años, lo que permite a Leon observar el lento proceso de evolución que transforma a los seres humanos en mamíferos acuáticos. Este fenómeno se inicia cuando Hisako Hiroguchi, nieta de supervivientes de Hiroshima, da a luz a una niña cubierta de pelo.
Leon Trout sostiene que todos los males de la humanidad fueron causados por "el único villano real de la historia: el enorme cerebro humano". Afortunadamente, la selección natural elimina este problema, ya que los seres humanos más aptos para Santa Rosalía resultan ser los que saben nadar mejor, cosa que requiere una cabeza aerodinámica y que a su vez necesita un cerebro de menor tamaño.

## Estructura
La novela consta de dos libros. En el primero, titulado "The Thing Was" (La cosa era), compuesto por 38 capítulos, se presentan los personajes y se narran las circunstancias que les hacen confluir en Guayaquil hasta terminar embarcados en el Bahía de Darwin. Esta parte concluye cuando el barco zarpa por fin inmediatamente después de que una descomunal explosión de dagonita (un explosivo ficticio) lo haya portado sobre un tsunami por el río Guayas hasta depositarlo a un kilómetro de distancia corriente arriba. 
El segundo libro, "And the Thing Became" (Y la cosa llegó a ser), compuesto de 14 capítulos, describe cómo llegan hasta Santa Rosalía debido a la ineptitud del capitán, el modo en que se organizan para convivir en el nuevo entorno y cómo acaban sus días algunos de ellos. Sus descendientes, únicos supervivientes humanos del planeta, serán el germen de lo que un millón de años después llegará a ser una nueva especie de ser humano bastante menos longevo pero mucho más feliz que el actual.

## Personajes principales
- Leon Trout: narrador fallecido de la historia e hijo del escritor Kilgore Trout.
- Hernando Cruz: primero de a bordo del Bahía de Darwin.
- Mary Hepburn: viuda estadounidense que da clases de biología en el instituto de Ilium.
- Roy Hepburn: esposo de Mary que muere de un tumor cerebral en 1985.
- Akiko Hiroguchi: hija de Hisako que nace con el cuerpo totalmente cubierto de pelo.
- Hisako Hiroguchi: profesora de ikebana y esposa embarazada de Zenji.
- Zenji Hiroguchi: esposo de Hisako y genio informático japonés, inventor de los traductores automáticos Gokubi y su sucesor Mandarax.
- Bobby King: encargado publicitario de y organizador del Crucero Natural del Siglo
- Andrew MacIntosh: financiero y aventurero estadounidense poseedor de una gran riqueza heredada.
- Selena MacIntosh: hija invidente de Andrew.
- Jesús Ortiz: talentoso camarero inca que admira a los ricos y poderosos.
- Adolf von Kleist: inepto capitán del Bahía de Darwin que en realidad no sabe dirigir un buque.
- Siegfried von Kleist: hermano de Adolf y portador del mal de Huntington que toma el cargo de la recepción del hotel El Dorado temporalmente.
- James Wait: estafador estadounidense de 35 años.
- Geraldo Delgado: cabo del ejército ecuatoriano que mata a Zenji y Andrew.
- Sinka, Lor, Lira, Dirno, Nanno y Keel: últimas supervivientes de la raza de los kanka-bono, prostituidas en Guayaquil antes de escapar y terminar embarcando en el Bahía de Darwin. Mary Hepburn las insemina con esperma de Adolf von Kleist.[3]